# Camioneros de Coslada 2019
Questa voce raccoglie le informazioni riguardanti i Camioneros de Coslada nelle competizioni ufficiali della stagione 2019.

## LNFA Serie A 2019

### Stagione regolare
| Coslada 20 gennaio 2019, ore 12:00 | Camioneros de Coslada | 47 – 0 referto | Santiago Black Ravens | Polideportivo Valleaguado |

| Rivas-Vaciamadrid 2 febbraio 2019, ore 16:00 | Osos de Rivas | 34 – 0 referto | Camioneros de Coslada | Polideportivo Cerro del Telégrafo |

| Coslada 10 febbraio 2019, ore 12:00 | Camioneros de Coslada | 28 – 0 referto | Gijón Mariners | Polideportivo Valleaguado |

| Valencia 24 febbraio 2019, ore 12:00 | Valencia Firebats | 0 – 18 referto | Camioneros de Coslada | Estadio Municipal Jardín del Turia |

| Santiago di Compostela 3 marzo 2019, ore 12:00 | Santiago Black Ravens | 0 – 42 referto | Camioneros de Coslada | Campo de fútbol municipal de As Cancelas |

| Coslada 17 marzo 2019, ore 12:00 | Camioneros de Coslada | 21 – 14 referto | Osos de Rivas | Polideportivo Valleaguado |

| Gijón 24 marzo 2019, ore 12:00 | Gijón Mariners | 0 – 36 referto | Camioneros de Coslada | Complejo Deportivo Las Mestas |

| Coslada 7 aprile 2019, ore 12:00 | Camioneros de Coslada | 46 – 18 referto | Fuengirola Potros | Polideportivo Valleaguado |

### Playoff
| 27 aprile 2019 | Camioneros de Coslada | 21 – 13 | Mallorca Voltors |  |

| 11 maggio 2019 | Camioneros de Coslada | 13 – 33 | Las Rozas Black Demons |  |

## XXIV Copa de España

### Fase a eliminazione diretta
| 9 novembre 2019, ore 15:00 | Camioneros de Coslada | 37 – 6 | Zaragoza Hurricanes |  |

| 24 novembre 2019, ore 16:00 | Las Rozas Black Demons | 31 – 13 | Camioneros de Coslada |  |

## Statistiche di squadra
| Competizione           | %Vittorie | In casa | In casa | In casa | In casa | In casa | In casa | In trasferta | In trasferta | In trasferta | In trasferta | In trasferta | In trasferta | Totale | Totale | Totale | Totale | Totale | Totale |
| Competizione           | %Vittorie | G       | V       | N       | P       | Pf      | Ps      | G            | V            | N            | P            | Pf           | Ps           | G      | V      | N      | P      | Pf     | Ps     |
| ---------------------- | --------- | ------- | ------- | ------- | ------- | ------- | ------- | ------------ | ------------ | ------------ | ------------ | ------------ | ------------ | ------ | ------ | ------ | ------ | ------ | ------ |
| LNFA Stagione regolare | .875      | 4       | 4       | 0       | 0       | 142     | 32      | 4            | 3            | 0            | 1            | 96           | 34           | 8      | 7      | 0      | 1      | 238    | 66     |
| LNFA Playoff           | .500      | 2       | 1       | 0       | 1       | 34      | 46      | 0            | 0            | 0            | 0            | 0            | 0            | 2      | 1      | 0      | 1      | 34     | 46     |
| Coppa                  | .500      | 1       | 1       | 0       | 0       | 37      | 6       | 1            | 1            | 0            | 0            | 13           | 31           | 2      | 1      | 0      | 1      | 50     | 37     |
| Totale                 | .833      | 7       | 6       | 0       | 1       | 213     | 84      | 5            | 4            | 0            | 1            | 109          | 65           | 12     | 10     | 0      | 1      | 322    | 149    |